# 레이프레이
레이프레이(レイプレイ, Rapelay)는 일루젼의 리얼타임 3D 치한 게임이다.

## 개요
주인공인 오니무라 마사야는 지하철 전철 안에서 성추행을 하던 중 키류 아오이란 여학생의 신고로 체포되었다. 그러나, 그는 정치인인 친아버지의 힘으로 풀려났고, 곧 그는 복수하기 위해 자신을 신고한 아오이(에노키즈 마오)의 동생 마나카(마키 이즈미)와 그의 모친인 유코(카오리)를 차례대로 강간하고 아오이마저 길들여 성노예로 만든다.

## 판매 중지
컴퓨터 소프트웨어 윤리 기관의 심의에 따라 18금으로 등급 판정받았으며, 제작사인 일루젼의 방침에 따라 일본내에서만 판매되고 있었다. 그러나 아마존닷컴을 통해 딜러에 의해 마켓 플레이스 방식으로 판매되고 있던 것이 영국의 언론에 보도되었고, 국회의원인 키스 바즈에 의해 이슈화되었고 의회에 유통금지안이 제출되었다. 이에 2009년 2월, 아마존닷컴은 판매 금지를 내리는 것으로 조치를 취했다.
이퀄리티 나우는 "성폭력을 조장한다"고 일본 정부에 항의하였으며, 컴퓨터 소프트웨어 윤리기구은 6월 4일 도쿄에서 가진 모임에서 포르노그라피 및 아동 성폭력을 묘사한 게임의 제조 및 판매를 금지하는 방안을 제정하였다. 이에 따라 일루젼은 회사의 웹사이트에서 레이프레이의 모든 컨텐츠를 삭제하였다.
2009년 4월 아마존닷컴의 일본지사는 레이프레이의 판매를 금지하였다. 인터넷 등의 다른 경로를 통해 유통되고 있다.